# La Parole du garçon. Du sang sur l'asphalte
La Parole du garçon. Du sang sur l’asphalte (Слово пацана. Кровь на асфальте, Slovo patsana. Krov na asfalte) est une série policière russe créée par Jora Krijovnikov et coécrite avec Andrey Zolotarev, d'après le livre de Robert Garayev La Parole du garçon.
Elle raconte le quotidien des bandes de jeunes évoluant dans le Tatarstan criminel des années 1970-2010.
Les rôles principaux sont joués par Ivan Iankovski, Rouzil Minekaïev, Leon Kemstach, Elizaveta Bazykina, Anna Peressild et Anastasia Krassovskaïa.
Sortie en novembre 2023 sur les plateformes en ligne Wink et Start, la série gagne très vite une énorme popularité en Russie et dans d'autres pays de l'ex-URSS. Dans la presse russe, La Parole du garçon est qualifiée de « phénomène » et présentée comme la principale série russe de l'année 2023.
Elle remporte le White Elephant Award dans la catégorie Meilleure série.

## Synopsis
Kazan, 1989. La criminalité explose. Comme dans toutes les villes d’URSS, elle entraine de jeunes adolescents à se battre contre les gangs ennemis du bout de la rue dans cet univers sans foi ni loi du Tatarstan, frappé d’extrême précarité au temps où l’Union soviétique touche à sa fin. Dans les rues de la ville de Kazan, des groupes de jeunes se querellent.
Le personnage principal, Andreï, âgé de quatorze ans, vit avec sa mère et sa sœur de cinq ans. Il étudie dans une école de musique et rencontre dans la rue des adolescents qui l'oppriment. Andreï se lie d'amitié avec l'un de ces adolescents, Marat. Ce dernier l'aide à s'intégrer dans le monde de la vie de rue, où les groupes de jeunes se battent pour leurs territoires, même en violation des lois et des promesses. La seule chose qui compte pour eux est les serments, la « parole », donnés aux « garçons » (membres de groupes).
En parallèle, se déroule l'histoire des relations entre les personnages principaux : Andreï et Irina Sergueïevna, jeune employée de l'Inspection des mineurs, Marat et Aïgoul, le chef du groupe « Universal » Vova et l'infirmière Natacha.

## Distribution
- Ivan Iankovski : Vova Souvorov, « Adidas », leader du groupe Universam ;
- Ruzil Minekaev : Marat Souvorov, « Adidas Jr. », membre du groupe Universam, frère cadet de Vova ;
- Elizaveta Bazykina : Natasha Roudakova, infirmière, petite amie de Vova ;
- Anna Peressild : Aïgoul Akhmerova, la petite amie de Marat ;
- Leon Kemstach : Andreï Vassiliev, « Palto » (« manteau »), nouveau membre du groupe Universam ;
- Anastasia Krassovskaïa : Irina Sergueïevna, inspectrice des affaires de la jeunesse, amoureuse d'Andreï ;
- Sergueï Bçourçoounov : Kirill Souvorov, père de Vova et Marat
- Ioulia Alexandrova : Svetlana Mikhaïlovna, la mère d'Andreï
- Anton Vassiliev : Ildar Iounoussovitch, détective principal, major de la police
- Nikita Kologrivy : « Kachtcheï », ancien leader du groupe Universam
- Lev Zulkarnaev : Vakhit Zimaletdinov, « Zima » (« hiver »), l'un des « supers » du groupe Universam
- Slava Kopeïkine : Valera Tourkine, dite « Turbo », une des « supers » du groupe Universam
- Ivan Makarevitch : John, musicien, ami d'Irina

## Production
La production est réalisée par Toomuch Production, NMG Studio et NTV avec le soutien de l'Internet Development Institute.
En décembre 2023, Andreï Zolotarev, scénariste de la série, affirme avoir préparé un scénario pour deux saisons supplémentaires. La deuxième saison est en cours de tournage et doit être diffusée en 2025.

## Épisodes

### Saison 1

#### Épisode 1(diffusé le 9 novembre 2023)
L'action se passe à la fin de l'hiver 1989 à Kazan.
 
Andreï, 14 ans, vit avec sa mère et sa sœur cadette. À l'école, Andreï apprend qu'il aidera un camarade de classe nommé Marat à s'améliorer en anglais. Marat, membre d'un gang appelé le Supermarché ("Universam"), se lie d'amitié avec Andrey. Andreï lui apprend l'anglais, et Marat lui apprend la boxe et les petits vols.
 
Comme Andreï ne fait pas partie de Universam, Marat ne peut pas le défendre contre les gangs rivaux, luttant lui-même contre le chef de ce gang, Kashchei. Andreï décide de rejoindre le gang du Supermarché et résiste à un combat contre Marat pour le rejoindre.
 Avec l'aide d'Andreï, Marat invite une jeune violoniste, Aïgul, qui étudie dans l'école d'Andreï.
 
Andreï vend la montre de son père pour partir en voyage avec le gang à Moscou. À Moscou, ils se livrent à diverses manigances avant que Marat ne frappe brutalement un anarchiste punk dans une ruelle. Andrey est arrêté, et il est interrogé par une jeune policière, Irina Sergeevna, qui lui propose de dénoncer les autres membres du gang. Il refuse et invite plutôt Irina au cinéma, où il est accueilli et acclamé par le gang à sa sortie du commissariat.

#### Episode 2(diffusé le 9 novembre 2023)
En attendant Aïgul, Marat et Andreï sont confrontés à Irina, qui va avec Andreï au cinéma. Avant le film, un documentaire sur les groupes criminels organisés de jeunes de Kazan est projeté de manière inattendue, après quoi Irina demande à Andreï de monter sur scène pour une interview. Offensé, Andreï s'enfuit.

Marat se rapproche d'Aïgul. 

Kashchei escroque la mère d'Andreï de 100 roubles et d'un chapeau avant d'être arrêté par Marat, car il l'a reconnue.

Un policier nommé Ildar, invite Andreï au commissariat de police et propose de l'aider, bien qu'il veuille en réalité qu'Andreï lui parle des membres du gang. 

Le frère aîné de Marat, Vova « Adidas », revient d'Afghanistan. Vova n'est pas satisfait de l'ordre qui a changé en deux ans et un cercle de proches se forme immédiatement autour de lui. 

A la suite d'une arnaque organisée par Vova, Andreï tente de faire croire à sa mère qu'elle n'a jamais perdu son argent, mais elle ne le croit pas.
Ce soir-là, dans une discothèque, plusieurs gangs dansent en paix, mais Andreï provoque une bagarre de masse devant Irina, qui l'avait invité. 

Pendant ce temps, deux membres du supermarché, Kirill et Yeralash, sont confrontés à un gang rival et Kirill laisse Yeralash derrière lui, ce qui pousse les membres du gang à le battre brutalement dans la rue. 

Au commissariat, Ildar donne une leçon de violence à Andreï en le frappant avec une brique dans une botte dans une cabine de toilette.

#### Episode 3(diffusé le 16 novembre 2023)
Les garçons offrent à la mère d'Andreï un chapeau que Marat avait précédemment volé à la professeure d'anglais Flyura Gabdulovna. 

Kirill lui ouvre la tête avec une bouteille en verre et raconte une version fictive de ce qui s'est passé, mentant au supermarché qu'il a essayé de combattre les assaillants. Les garçons découvrent que lors de l'attaque, Yeralash a été battu à mort, et sur une fausse information de Kirill, Vova dirige le supermarché dans une attaque contre un gang rival. Les chefs se rendent chez Kashchei pour obtenir des explications et les garçons battent violemment Kirill, lui interdisant de rejoindre des gangs. Aux funérailles de Yeralash, le supermarché jure de se venger. 

Ildar essaie de se lier d'amitié avec Andreï et lui dit que le gang Hadi Taktash est responsable. 

Flyura informe les parents de Marat qu'il a volé le chapeau; le père de Marat le kidnappe et essaie de l'emmener chez sa tante, mais Marat s'échappe. 

Menés par Vova, les membres du gang du supermarché attaquent Hadi Taktash. Vova est poignardé à la jambe par une planche cassée au cours du combat. 

Andreï et de nombreux autres sont emmenés à l'hôpital, où ils découvrent que le meurtrier de Yeralash, Ravil, est également à l'hôpital. Andreï trouve sa chambre et bat brutalement Ravil dans son lit d'hôpital.

#### Épisode 4(diffusé le 23 novembre 2023)
Les membres de Hadi Taktash font irruption dans l'hôpital et Marat et Andreï sont obligés de kidnapper Vova pendant son opération à la jambe pour s'échapper. 

Vova soutient l'acte de violence d'Andreï et annonce une réunion demain. 

Sa mère essaie de faire entrer Andreï dans une école après qu'il a été expulsé de l'école de musique, mais Andreï bâcle volontairement l'entretien, bien qu'il mente à sa mère en disant qu'il est entré. 

Aïgul réprimande Marat pour l'avoir traitée comme un objet. 

Vova remet en question le leadership de Kaschei et le renverse, le battant avec l'aide des membres du supermarché et volant de l'argent et un revolver dans le coffre-fort de Kaschei. Avec l'argent, les garçons décident de créer une entreprise en créant un magasin de vidéos en utilisant des cassettes qu'ils volent à un homme.
 Ildar prévient Andreï que si Ravil meurt de ses blessures, Andreï sera en danger. 

Marat rentre discrètement chez lui pour récupérer ses affaires, mais son père l'attend et lui permet de rester. 

La mère d'Andreï visite le bureau de la directrice, Flyura Gabdulovna, qui découvre sur elle son chapeau volé. Quand Andreï et sa sœur Julia rentrent chez eux, leur mère met le feu à ses cheveux avec le poêle et se retrouve ensuite dans un hôpital psychiatrique pour psychose.

#### Épisode 5(diffusé le 30 novembre 2023)
Ravil survit au passage à tabac. 

Vova tombe amoureux de l'infirmière Natasha, qui lui a sauvé la vie lors du raid sur l'hôpital. 

Marat demande à Aïgul de l'aider avec les publicités pour le magasin de vidéo, la présente au reste des gars et lui demande de s'occuper de la caisse enregistreuse ; les deux entrent en relation. Le soir, un gang voisin arrive au magasin : ils kidnappent Aïgul, qui ne donne pas le magnétoscope, et toute la caisse enregistreuse. Le chef du gang, Yellow ("Zholtiy"), lui explique que le supermarché a volé ce magnétoscope à la personne que leur gang protégeait. 

Vova organise une réunion avec Yellow en guise de négociation et laisse Marat à la maison, mais il rejoint quand même son frère ; Vova, Marat et le commandant en second de Vova, Winter ("Zima"), sont pris en embuscade et brutalement attaqués. Sur ordre de Yellow, un membre du gang coupe partiellement l'oreille de Marat jusqu'à ce que Vova s'excuse. 

Dans la cachette du gang, Aïgul est harcelée par un membre qui l’avait traquée auparavant, qui l’agresse ensuite sexuellement. Lorsque Yellow revient, il le bat violemment pour ce qu’il a fait. 

Grièvement blessé, Marat accuse son frère de s’être excusé, ce que leur gang ne fait jamais ("un garçon ne s'excuse pas"). 

Vova s’arme d’un revolver caché et se rend à la cachette, où Yellow admet sa culpabilité pour l’incident avec Aïgul, et dit qu’il veut que le passé soit révolu. En réponse, Vova tire sur tous les membres présents, y compris Yellow, dans les jambes, marchant sur la blessure de Yellow jusqu’à ce qu’il s’excuse, après quoi Vova lui tire dessus et le tue. Ensanglanté, Vova emmène alors Aïgul avec lui.

#### Episode 6(diffusé le 7 décembre 2023)
Marat emmène Aïgul chez ses parents. 

Alors que la blessure de Marat est recousue à l'hôpital, Vova invite Natasha à un rendez-vous.

Ildar et la police découvrent le cadavre de Yellow. 

Vova raconte à Marat le viol d'Aïgul et prévient Marat que s'il continue de communiquer avec Aïgul, selon les règles du groupe, il sera alors expulsé. Marat court vers Aïgul, mais elle ment en disant qu'il ne s'est rien passé.

Après ce qui s'est passé la nuit précédente, Vova enseigne la discipline au groupe . 

Au cours de cet épisode, des flashs sont brièvement montrés au cours desquels le public apprend comment chaque membre du gang va mourir. 

Andreï demande à Ildar d'aller chercher sa mère à l'hôpital psychiatrique. Ildar reste avec eux et aide aux tâches ménagères. Andreï apprend par Ildar que Vova est recherchée pour le meurtre de Yellow.

À la discothèque, Marat est délibérément distrait par Winter alors que Turbo, un autre membre du gang, répand la nouvelle de l'agression d'Aïgul sur la piste de danse. Elle est alors ostracisée par ses amis.

Andreï s'enfuit de chez lui après qu'Ildar a découvert qu'il avait prévenu Vova d'un raid sur la maison de ses parents. Il se rend chez Irina mais est battu dans la cage d'escalier par son ami John.

Au matin, Marat continue d'essayer d'entrer en contact avec Aigul. Pendant ce temps, se sentant détestée par ses amis et ses parents, Aïgul se rend sur le balcon et monte sur le rebord de la fenêtre.

#### Épisode 7(diffusé le 14 décembre 2023)
Vova et Natasha continuent de sortir ensemble. Il passe la nuit dans son dortoir et Andrey lui dit le lendemain matin qu'Aïgul s'est suicidée en sautant de sa fenêtre.

Adidas récupère Marat à l'école et l'emmène au cimetière, où ils se saoulent. Après avoir ramené Marat à la maison, il crie qu'Aïgul est morte, mais Marat ne l'entend plus. 

Andrey et les garçons tendent une embuscade à John dans l'entrée et le battent, après quoi Andrey exige qu'il arrête de s'occuper d'Irina. 

Vova dit à Natasha qu'il a défendu l'honneur d'une femme en défendant la petite amie de son frère, et qu'il est maintenant en fuite. 

Il propose de l'accompagner en Abkhazie, où vit la tante de Natasha. Lorsqu'ils arrivent là-bas, ils trouvent sa tante en deuil de son fils, qui se révèle être Yellow.

Le lendemain matin, Marat arrive à l'école et apprend la mort d'Aigul. 

Lors des funérailles de Yellow, l'un des membres du gang reconnaît Adidas et l'attaque. Réalisant qu'Adidas est le meurtrier de son cousin, Natasha rompt avec lui.

La mère d'Andreï rentre à la maison, ayant perdu Julia dans un état mental dément. Andreï se tourne vers les garçons et Irina pour obtenir de l'aide. 

La collègue d'Irina, Kira, voyant que la mère d'Andreï est dans un état inadéquat, appelle les aides-soignants de l'hôpital psychiatrique, qui l'emmènent à nouveau.

Julia est finalement rendue. 

Vova quitte le groupe et nomme Winter comme chef. 

Les policiers emmènent Julia dans une famille d'accueil mais Andreï parvient à s'échapper.

Marat est expulsé du gang et les policiers lui proposent de luis révéler qui est le violeur d'Aïgul s'il travaille avec eux. 

Andreï se rend chez Marat, qui laisse entendre qu'Andreï ne devrait pas venir à la base du groupe demain.

Le lendemain, les policiers arrêtent tout le monde, y compris Andreï, sous les yeux de Marat, après avoir placé le revolver de Vova qui a été utilisé pour tuer Yellow dans la poche de Turbo.

#### Épisode 8(diffusé le 21 décembre 2023)
Après l'arrestation, Marat se rend chez Ildar, qui lui présente Kirill, un informateur, qui dit à Marat que Vova a tué Yellow. Ildar explique à Marat que des empreintes digitales restent non seulement sur l'arme, mais aussi sur les douilles, donc l'examen déterminera toujours le véritable tueur. Ildar libère Andreï, mais l'avertit que c'est la dernière fois. 

Marat ostracise Vova pour le sort d'Aïgul. 

Andreï vient voir Irina pour savoir où se trouve sa sœur et découvre qu'Irina l'a accueillie. Il reste avec elles deux.

Vova rend visite à Natasha et ils décident de s'enfuir ensemble. 

Marat reçoit un prix pour sa bravoure et en dehors de la cérémonie, il se bat avec Andreï; le combat est long et brutal, mais Andreï gagne.

Vova et Natasha fuient la ville mais Vova est invité à revenir pour le dîner d'anniversaire de son père. 

Alors qu'il va chercher un gâteau pour sa mère, Andreï est reconnu par la personne qui a été volée. 

Les garçons regardent les cassettes vidéo. 

Vova et Natasha reviennent et Vova parle à son père, qui le renie. 

La brigade de police d'Ildar arrive et une fusillade s'ensuit.Vova parvient à s'échapper et est sur le point d'embrasser Natasha lorsqu'Ildar lui tire une balle dans le dos. 

Au commissariat, Marat est présenté à Kolik - le violeur d'Aigul - et est laissé seul dans une salle de bain avec lui.

Alors qu'Andreï est arrêté, Vova meurt dans les bras de Natasha, et Marat frappe violemment et piétine Kolik dans la cabine des toilettes, sous les cris de Natasha, tandis qu'Andreï reste silencieux.

Quelque temps plus tard, la plupart des membres de la bande chantent en prison une chanson jouée au piano par un Andreï échevelé.

## Accueil
Le critique de films Vassili Stepanov fait l'éloge de la série et écrit que : « L'intensité et l'expression de l'auteur sont captivantes; tout ce qui fait que le cinéma de Krijovnikov mérite d'être aimé est présent: une caméra décomplexée, des scènes de foule bien conçues, un jeu passionné (le casting ici est d'or) ».
Selon l'Indice Pro film, qui analyse l'intérêt des Russes pour les séries, du 4 au 10 décembre 2023, la série marque 4 436 points d'intérêt, établissant ainsi un record (le leader précédent avec 1566 points était la série Jeu de calmar, en 2021),.
Selon l'opérateur Tele2, en un mois et demi de diffusion de la série sur le service vidéo Wink, l'audience du service vidéo a été multipliée par 4,7.

## Récompenses et nominations
- 2023 — Festival de cinéma en ligne « Nouvelle Saison » : prix de la « Série la plus attendue »[8],[9];
- 2023 - Prix du magazine « KinoReporter » « Événement de l'année » : prix de « Acteur de l'année » (Ivan Yankovsky, pour la série « Fisher », « Volunteer Playlist » et "La parole du garçon. Du sang sur l'asphalte")[10];
- 2023 - Prix de la chaîne de télévision FashionTV lors de la cérémonie "Fashion New Year Awards 2023" : prix de "Nouvel acteur de l'année" (Leon Kemstach)[11],[12];
- 2024 - Prix « L'éléphant blanc » pour la « Meilleure série »[13];
- 2024 - Prix de la publication Sports.ru "Cyber Best" : prix de la "Meilleure série télévisée russe"[14];
- 2024 - Prix « Grand Nombre » dans la catégorie « Films originaux et séries de production propre » : prix dans la catégorie « Drame/Mélodrame », prix du public dans la catégorie « Drame/Mélodrame »[15],[16];
- 2024 - National Internet Content Award : prix « Voice of a Generation » (pour l'ensemble de jeunes acteurs de la série)[17];
- 2024 - Prix de l'Association des producteurs de cinéma et de télévision (APKiT) dans la catégorie « Meilleure série en ligne (sept épisodes ou plus) »[18].
- 2024 - « Prix éditorial. Événement de l'année" IX édition du Prix OK! Récompenses « Plus que des étoiles »[19].
- 2024 - Prix « Événement de l'année 2024 » par le magazine « KinoReporter » dans la catégorie « Hit de l'année »[20].
- 2024 - Prix « Dialogues au cinéma » dans la catégorie « Meilleurs dialogues dans une série adaptée »[21].